# Optisches Teleskop
Ein optisches Teleskop ist ein optisches Gerät, mit dem man weit entfernte Gegenstände vergrößert betrachten beziehungsweise mit hoher Auflösung untersuchen kann. Nach ihrem Aufbau unterscheidet man zwischen dem Fernrohr (Linsenteleskop oder Refraktor) und dem Spiegelteleskop (Reflektor).
Optische Teleskope werden vor allem zum Beobachten im Gelände (Feldstecher, Aussichtsfernrohr) und von astronomischen Objekten verwendet. Bei Sonnenbeobachtungen muss hierbei ein geeigneter Sonnenfilter verwendet werden. Es gibt aber auch andere Einsatzgebiete. Beispiele hierfür sind die Erforschung der Erdatmosphäre mit LIDAR-Teleskopen, Kontroll- und Zielfernrohre (Diopter), Theodolite und die Satellitengeodäsie.
Das Objektiv oder das Spiegelsystem eines optischen Teleskops erzeugt in seiner Bildebene ein reelles Bild. Dieses Bild kann auf zwei Weisen sichtbar gemacht werden:
- direkt in der Bildebene (Objektiv-Brennweite)
Im einfachsten Fall durch Einbringen einer Mattscheibe als Projektionsfläche. In der Astrofotografie bringt man einen Film, eine Fotoplatte aus Glas oder einen Bildsensor in die Bildebene, die genau wie in einer Kamera belichtet werden.
- durch ein Okular
Hier wird das Bild für das menschliche Auge aufbereitet, so dass eine direkte Beobachtung möglich wird. Außerdem lässt sich durch einen Wechsel der Brennweite des Okulars die Vergrößerung des anvisierten Objekts ändern.

Wegen ihrer großen Brennweite und ihres Gewichtes werden Teleskope (ausgenommen kleinere Ferngläser) von Montierungen gehalten und bewegt. Deren Stabilität und Steuerungsmöglichkeiten sind – besonders bei Sternwarten – für die Leistung der Fernrohre wesentlich.
Optische Teleskope für wissenschaftliche Zwecke sind heute fast ausschließlich Spiegelteleskope. Die gegenwärtig größten haben Hauptspiegel mit 10 m Durchmesser (Keck-Teleskope I und II auf Hawaii, zusammengesetzte, fragmentierte Spiegel), bzw. 8,2 m Durchmesser (Very Large Telescope VLT, in Chile, betrieben durch die Europäische Südsternwarte, insgesamt vier Einzelteleskope die zusammengeschaltet werden können, mit Hauptspiegeln aus je einem Glaskeramikblock).
Das Hubble-Weltraumteleskop ist ein Beispiel für ein großes optisches Teleskop auf einer Erdumlaufbahn. Da man aber inzwischen gelernt hat, auch auf der Erdoberfläche das Auflösungsvermögen sehr großer Teleskope zu nutzen (Interferometrie und adaptive Optik), sollen bei zukünftigen Projekten für Weltraumteleskope vor allem Spektralbereiche erforscht werden, für die die Erdatmosphäre undurchlässig ist: (UV, Infrarotstrahlung, Röntgenstrahlung). Diese gehören dann streng genommen nicht mehr zu den optischen Teleskopen, ähneln diesen aber, bis auf Röntgenteleskope, in vieler Hinsicht.

## Geschichte der optischen Teleskope
Die ersten Teleskope waren Fernrohre mit Linsen. Als erstes Teleskop gilt das Galilei-Fernrohr, 1608 erfunden und ab 1610 von Galileo Galilei weiterentwickelt. Die schärferen Kepler-Fernrohre wurden einige Jahre später konzipiert, lichtstärkere und farbreine Objektive aber erst ab 1770.
Als um 1900 die Linsenfernrohre mit den bis 20 Meter langen Riesenteleskopen an ihre Grenzen stießen, ging die Entwicklung auf die kompakteren Spiegelfernrohre über, die heute 8 bis 10 Meter Durchmesser erreichen. Ihre Prototypen – das Cassegrain- und Newton-Teleskop – entstanden aber schon um 1670. Die modernen Weltraumteleskope beobachten auch im UV und Infrarot, während am Boden die Radioteleskope zu großen und flächendeckenden Antennensystemen ausgebaut werden.

### Vom Galilei- und Kepler-Fernrohr zum Achromaten
Als erstes Teleskop gilt das Galilei-Fernrohr. Es wird auch holländisches Fernrohr genannt. Es wurde vom holländischen Brillenmacher Hans Lipperhey um 1608 erfunden und in der Folgezeit von Galileo Galilei weiterentwickelt.
Nach Pierre Borel sollen jedoch Zacharias Janssen und dessen Vater die wahren Erfinder sein (1610) und Hans Lipperhey erst ein Teleskop gebaut haben, nachdem er von Janssens Erfindung gehört hatte.
Ein schärferes Bild und größeres Gesichtsfeld hatte das Kepler-Fernrohr (astronomisches Fernrohr), das 1611 von Johannes Kepler konzipiert und 1613 vom Jesuiten Christoph Scheiner verwirklicht wurde. Um die chromatische Aberration zu verringern, verwendete man zunächst sehr langbrennweitige Objektive. Kompaktere und lichtstärkere Teleskope erhielt man erst, als um 1750 die Achromate erfunden wurden. Dennoch dauerte es noch einige Jahrzehnte, bis Josef Fraunhofer um 1825 Objektive mit Öffnungen über 30 cm herstellen konnte. In der Zwischenzeit setzte man für lichtschwache Himmelsobjekte wie Nebelflecke oder Galaxien die etwas lichtstärkeren Spiegelteleskope ein, deren Metallspiegel jedoch sehr schwer waren und eine höhere Schliffgenauigkeit erforderten.

### Erste Spiegelteleskope
Die ersten dieser Spiegelteleskope waren in den 1630er-Jahren konzipiert worden, hatten aber wegen des gekippten Hauptspiegels große Abbildungsfehler. Wesentlich verbessert wurden sie erst 1663 durch James Gregory und 1672 durch Laurent Cassegrain und Isaac Newton. Diese noch heute verwendeten Bauarten des Cassegrain- und Newton-Teleskops wurden zu Prototypen der um 1900 einsetzenden Weiterentwicklung.

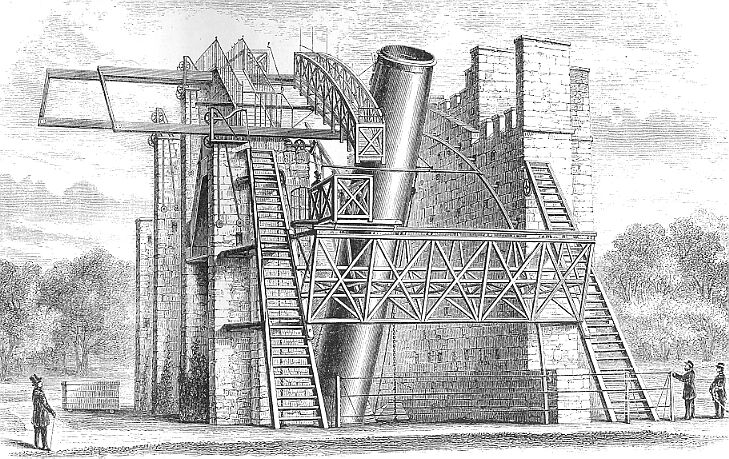
Der Leviathan um 1860. Der Beobachter steht auf einer bis zu 18 m hohen Brücke.

Größenmäßig gipfelte sie bereits 1845 mit Lord Rosses 16 Meter langem Leviathan, dessen 1,83 Meter großer Metallspiegel allein 3,8 Tonnen wog. Mit diesem – freilich schwer zu handhabendem – Instrument konnte der begüterte Hobbyastronom erstmals die Spiralstruktur einiger Galaxien erkennen, was ihm damals aber kein Fachastronom glaubte.
Als Fraunhofers Nachfolgern bessere Glassorten und Gussmethoden zur Verfügung standen, wurden in den 1870er-Jahren immer größere Linsenteleskope gebaut. Den Anfang setzte die Sternwarte Nizza mit einem 26-Zoll-Objektiv (65 cm), mit dem erstmals Schiaparellis Marskanäle von anderen Astronomen bestätigt wurden. 1877 folgte die Universitätssternwarte Wien mit dem Grubb'schen 68-cm-Refraktor, den St. Petersburg wenig später um 5 cm übertraf. Während aber in den Folgejahren noch größere Objektive die Trennschärfe weiter steigerten, wurde zu Gunsten der Lichtstärke auch der Glasguss für 1-Meter-Spiegel entwickelt.

### Astrophysik und Großteleskope
Mit dem Aufkommen der Astrophysik konzipierte man sogenannte Doppelrefraktoren, die visuell-spektrografisches und fotografisches Beobachten kombinieren konnten. In Paris und Potsdam wurden 1893/99 solche Refraktoren mit 80/60 cm Apertur errichtet und der Höhenflug der Spektroskopie begann. Doch als in den USA die Lick- und Yerkes-Sternwarte sogar Teleskope mit Objektiven von 91 und 102 cm installierten, war man an die optisch-mechanischen Grenzen gestoßen: Die Linsendurchbiegung machte weitere Steigerungen von Lichtstärke und Auflösung zunichte, und die Montierungen dieser dutzend Tonnen schweren Ungetüme waren extrem aufwendig, da Linsen im Gegensatz zu Spiegeln nur am Rand gefasst werden können.
Daher ging die Weiterentwicklung wieder auf die Spiegelteleskope über, für die man seit etwa 1900 geeignete Verfahren für den Glasguss entwickelt hatte. Den größten Fortschritt brachte das 2,5-Meter-Hooker-Teleskop auf dem Mount Wilson, mit dem erstmals der Rand des Andromedanebels in einzelne Sterne aufgelöst werden konnte und die Spektroskopie auch sehr ferner Objekte gelang. Es erhielt eine stabile Rahmenmontierung, ebenso wie 1947 das 5-Meter-Teleskop von Mount Palomar. Dieses blieb 30 Jahre das weltweit größte Teleskop. Der 1975 für das russische Selentschuk gegossene 6-Meter-Spiegel war der letzte seiner Art – er zeigte bereits deutliche Durchbiegungen – und so ging man bei den Großteleskopen der 1980er-Jahre auf segmentierte Spiegel über. Die meisten dieser modernen Instrumente sind nach dem um 1970 entwickelten Ritchey-Chretien-System konzipiert.

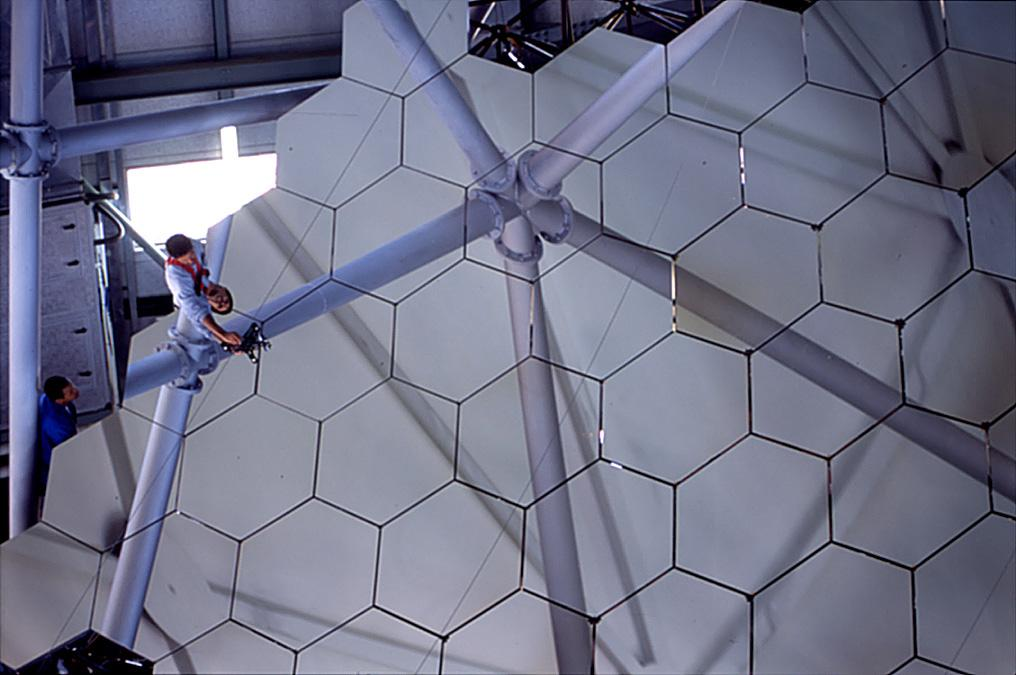
Segmentierter Hauptspiegel des Southern African Large Telescope

Heute (Anfang 21. Jhdt.) gibt es bereits mehrere Spiegelteleskope der 8- bis 10-Meter-Klasse, deren aktive Optik die Spiegelform stabilisiert. Dabei wird auch die Verformung wegen der veränderlichen Teleskopneigung korrigiert. Zusätzlich verringert die neu entwickelte adaptive Optik den Einfluss der Luftunruhe. Für etwa 2025 plant die ESO das 39-Meter-„European Extremely Large Telescope“ (E-ELT), das neunmal lichtstärker als die heutigen 10-Meter-Spiegel sein wird.

## Grundsätzliche Wirkungsweise
Ein Teleskop nimmt über seine Öffnung Strahlenbündel elektromagnetischer Wellen auf und formt sie mit Hilfe von Spiegeln und Linsen um.
Bei der fotografischen Verwendung führt es von einem Punkt eines Objekts ausgehende Wellen in der Bildebene zusammen, bei der visuellen Nutzung verlässt ein verändertes Strahlenbündel das Teleskop in einer Form, dass es mit dem Auge wahrgenommen werden kann.

### Fotografische Verwendung
Handelsübliche Kleinbild- oder Mittelformatkameras oder auch elektronische Sensoren können an ein Teleskop angesetzt werden, um das reelle Bild des Teleskopobjektivs aufzufangen. Bei großen Teleskopen befinden sich an dieser Stelle verschiedene Zusatzgeräte wie Spektrografen, Fotometer oder Kameras.
Großteleskope nutzen den Fokus des Hauptspiegels (den Primärfokus) für direkte Beobachtungen. Dafür befindet sich bei einigen Teleskopen dort eine Primärfokuskabine. Vor Einführung elektronischer Detektoren hielt sich dort während des gesamten Beobachtungsprogramms ein Astronom auf, heute wird nur das Instrument dort montiert und vom Kontrollraum aus gesteuert. Andere Großteleskope leiten das Primärbild von der Hauptoptik über einen Coudé-Strahlengang oder über optische Glasfasern in einen eigenen Auswertungsraum. Dies ermöglicht den Einsatz von großen Analysegeräten, deren Gewicht sonst die Konstruktion der beweglichen Montage der Hauptoptik erschweren würden.
Bei der Verwendung als Objektiv für einen Bildsensor wird angestrebt, das gesamte durch die Öffnung einfallende Licht, das von einem Punkt des Objekts ausgeht, in einen Bildpunkt abzubilden.
Aufgrund von Beugungserscheinungen ist die Perfektion der Abbildung begrenzt: das Licht, das von einem Punkt des Objekts ausgeht wird in das Beugungsbild der Aperturblende abgebildet. Bei kreisrunden Öffnungen hat es die Gestalt eines Airy-Scheibchens, dessen Größe {\displaystyle d} vom Öffnungsverhältnis des Teleskops, das ist das Verhältnis von seiner Brennweite {\displaystyle f} zum Öffnungsdurchmesser {\displaystyle D}, abhängt:
{\displaystyle d\approx 1\,\mathrm {\mu m} \cdot {\tfrac {f}{D}}}
Dabei gilt die Linsengleichung; bei astronomischen Objekten, die praktisch so gut wie unendlich weit entfernt sind, werden alle Punkte des Objekts auf Punkte in der Brennebene des Teleskops abgebildet.
Die Größe von Objekten in der Bildebene {\displaystyle G} hängt von ihrer Winkelausdehnung {\displaystyle \alpha } und der Brennweite des Teleskops {\displaystyle f} ab:
{\displaystyle G=f\tan \alpha }
Aus dem Durchmesser des Beugungsscheibchens und der Linsengleichung ergibt sich das Winkelauflösungsvermögen {\displaystyle \alpha _{\mathrm {l} im}} (in Winkelsekunden: {\displaystyle ''}) des Teleskops in Abhängigkeit vom Öffnungsdurchmesser {\displaystyle D}:
{\displaystyle \alpha _{\mathrm {l} im}\approx {\tfrac {100\,\mathrm {mm} }{D}}''}
Die Flächenhelligkeit des Bilds in der Bildebene (Bestrahlungsstärke {\displaystyle E}) hängt von der Flächenhelligkeit des Objekts (Strahlstärke: {\displaystyle I}) und der Blendenzahl {\displaystyle n} ab. Für eine Blendenzahl {\displaystyle n={\tfrac {1}{{\sqrt {(}}2)}}\approx 0.7} ist das Bild so hell wie die strahlende Oberfläche. Eine Besonderheit kommt bei (nahezu) punktförmigen Objekten der Winkelausdehnung {\displaystyle \alpha \approx 0} zum Tragen: bei ihnen wird das gesamte eingefangene Licht auf denselben Bildpunkt abgebildet, dadurch hängt die Helligkeit des zugehörigen Bildpunkts nicht von der Blendenzahl {\displaystyle n} ab, sondern stattdessen vom Öffnungsdurchmesser {\displaystyle D}.

### Visuelle Nutzung: Vergrößerung des Bildes / Verstärkung der Helligkeit
Visuelle Beobachtungen mit kleineren Teleskopen werden mittels eines Okulars durchgeführt, das hinter dem Fokus angebracht wird. Die Vergrößerung {\displaystyle V} des Bildes, die den betrachteten Gegenstand scheinbar „näher heranholt“, wird durch die Vergrößerung des Sehwinkels bewirkt. Der Vergrößerungsfaktor ist durch das Verhältnis der Brennweiten von Objektiv ({\displaystyle f_{\text{Objektiv}}}) und Okular ({\displaystyle f_{\text{Okular}}}) des Fernrohrs gegeben:
{\displaystyle V={\frac {f_{\text{Objektiv}}}{f_{\text{Okular}}}}}.
Die Verstärkung der Helligkeit, die bei punktförmigen Objekten eintritt und viel lichtschwache Sterne erst sichtbar werden lässt, beruht auf einer im Verhältnis zur Pupille des Auges sehr viel größeren Eintrittsfläche des Objektivs. Da (bei optimaler Anpassung) auf der Netzhaut im Bildpunkt alles Licht fokussiert wird, das durch das Objektiv ins Fernrohr eintritt, statt nur die Lichtmenge, die durch die Pupille eintritt, ist der Verstärkungsfaktor der Helligkeit bei punktförmiger Quelle durch das Verhältnis der Flächen von Objektiv und Pupille gegeben.

## Andere Bedeutungen des Begriffs
Auch andere optische Baugruppen, die wie ein optisches Teleskop aufgebaut sind, aber nicht der Beobachtung ferner Gegenstände dienen, werden als Teleskop bezeichnet. Ein solches Teleskop kann zum Beispiel zur Strahlaufweitung (Vergrößern des Strahldurchmessers) von Lasern verwendet werden, um den Strahl über größere Entfernungen übertragen zu können oder um seine Intensität zu verringern.